# JOKE〜2022パニック配信!
『JOKE〜2022パニック配信!』（ジョーク にいぜろにいにいパニックはいしん）は、2020年8月10日の月曜 22時 - 22時45分にNHK総合で放送されたテレビドラマ。主演は生田斗真。45分間ほぼ生田ひとりでの芝居となり、ノンストップで生配信される「俺んちチャンネル」の映像をベースとして、視聴者のコメントと電話の声のみで構成されるノンストップ・ホラー。
なお、丸3か月間ニート状態だったという生田は「予定していた作品が軒並み延期となり、ニート生活を始めて3ヶ月が経とうとしていた時に楽しい企みにお声がけしていただきました」と語ったあとに「NHK、そして宮藤官九郎の悪だくみに乗った!」と更なる喜びを持ってコメントしている。

## あらすじ
時はポストコロナと呼ばれる近未来。漫才コンビ「俺んち」のボケ担当の沢井竜一が不祥事を起こしてしまい、レギュラー番組から降板する羽目に遭ってしまった。挙げ句には相方の坂根明から解散を申し渡されてしまい、自宅に引きこもる辛い生活を送ることになった。そんな辛い生活の中でも、頼めば食事の用意や掃除をしてくれるだけでなく、沢井のボケを学習し、大喜利のネット番組で自分の漫才の相手までしてくれるAIロボットの存在に沢井は十分満足していた。ところが「俺んちチャンネル」の生配信中に奇妙な電話が入ってきたせいで、沢井と家族の身にとんでもない事件が飛び込んできてしまう。果たして生配信は無事に終了するのか。沢井と家族の運命は如何に。

## キャスト
- 沢井竜一 - 生田斗真
- 坂根明 - 柄本時生
- 沢井倫子 - 松本まりか
- 刑事オガタ - 岡部たかし
- 警官サエキ - 田村健太郎
- JOKE - 一色洋平・声
- マイルス - 佐々木史帆・声
- 練馬の刃 - 若林瑠海[3]

## スタッフ
- 作 - 宮藤官九郎
- 音楽 - 平野義久
- 制作統括 - 訓覇圭（NHK）、仲野尚之（アックスオン）、後藤高久（NHKエンタープライズ）
- 演出 - 水田伸生（アックスオン）